# Ludwig Vergenhans

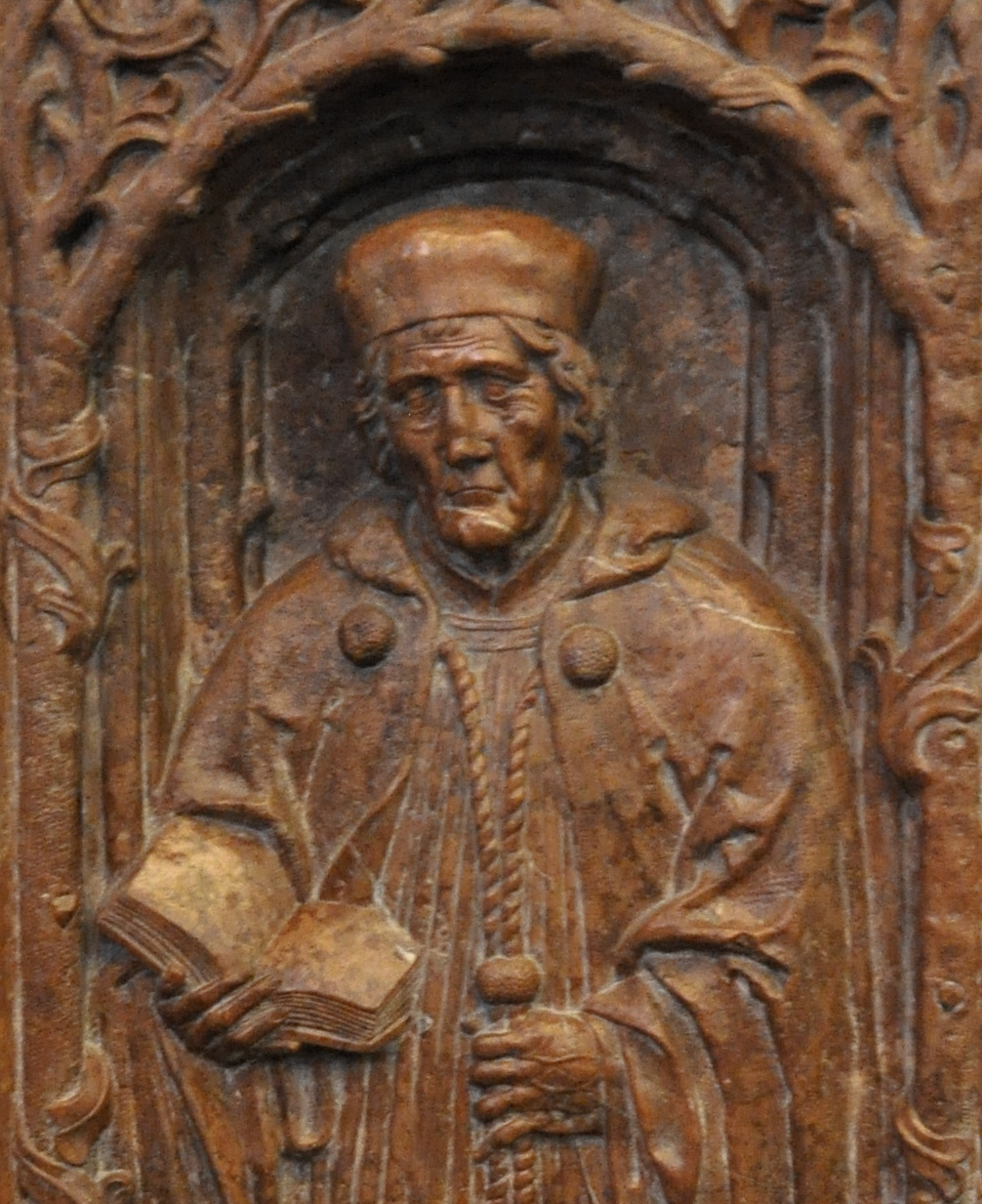
Porträt von Ludwig Vergenhans' Epitaph.

Ludwig Vergenhans (* um 1425/30 vermutlich in Justingen; † 18. November 1512 in Stuttgart) war ein deutscher Rechtsgelehrter, Kleriker und Diplomat. Er gehörte zu den engsten Beratern des Grafen Eberhard V. und späteren Herzogs Eberhard I. im Bart von Württemberg. Als Doktor im kirchlichen und weltlichen Recht (doctor utriusque iuris) war er der erste akademisch ausgebildete Kanzler von Württemberg, zunächst 1481/82 für den Stuttgarter Landesteil der bis 1482 geteilten Grafschaft Württemberg, danach von 1482 bis 1496 für das gesamte Württemberg. Bereits seit 1480 war er auf Lebenszeit württembergischer Rat und seit 1497 Rat König Maximilians I., des späteren Kaisers. 1483 wurde er auf Lebenszeit zum Propst am Heilig-Kreuz-Stift in Stuttgart gewählt.

## Leben

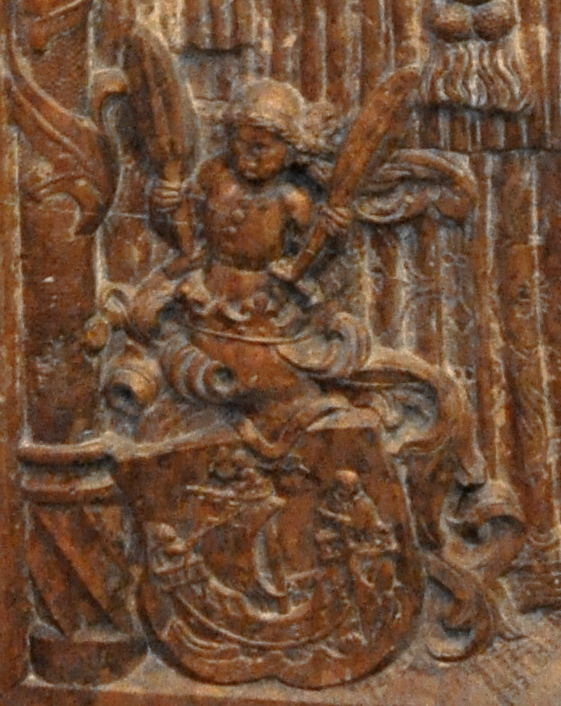
Wappen von Ludwig Vergenhans' Epitaph.

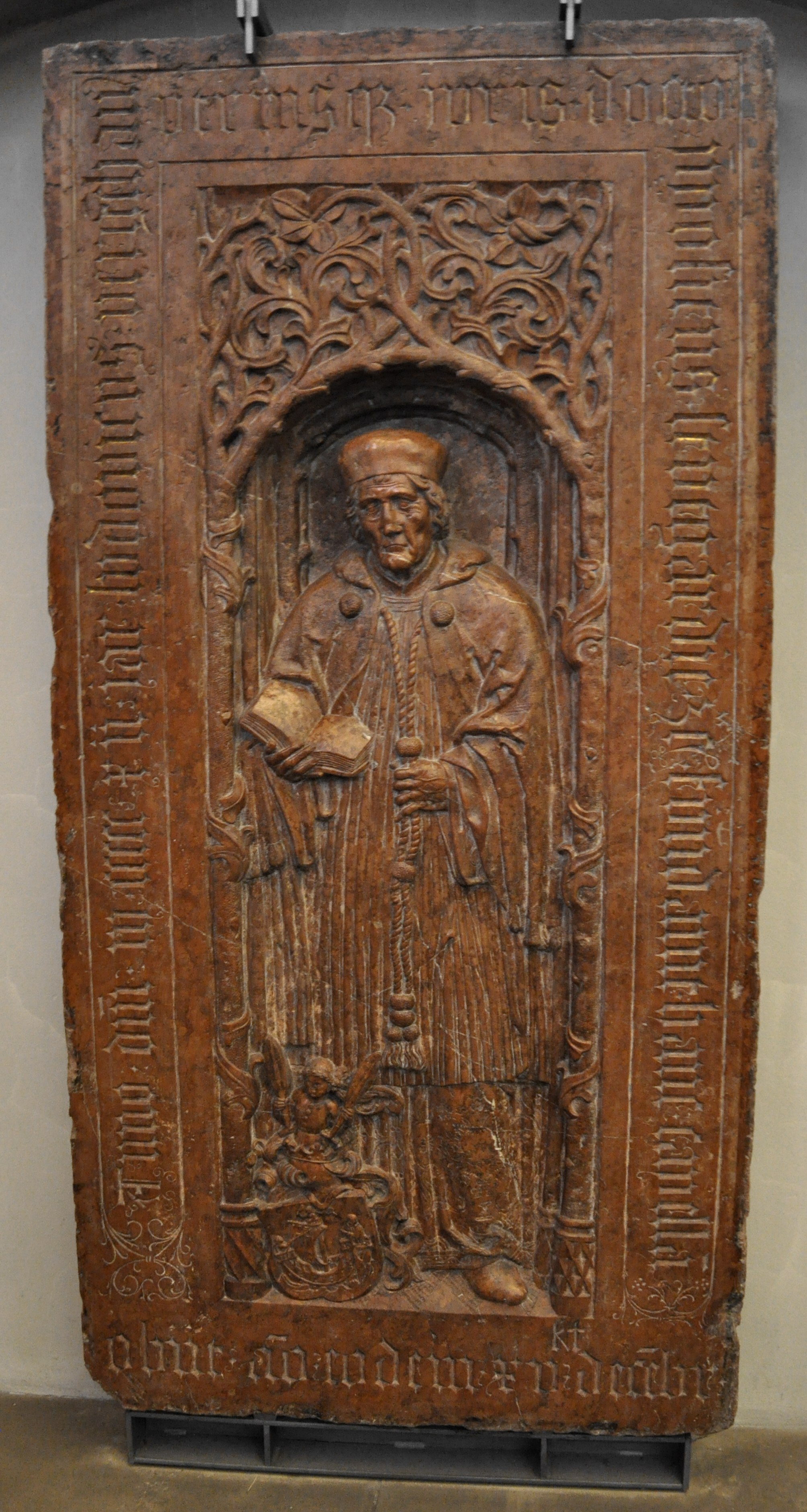
Epitaph von Ludwig Vergenhans in der Stiftskirche Stuttgart.

Als Geburtsort von Ludwig Vergenhans wird zumeist Justingen auf der Schwäbischen Alb vermutet. Vergenhans war der Sohn eines württembergischen Dieners ritterlichen Standes und Bruder des von 1483 bis 1509 amtierenden Tübinger Universitätskanzlers Johannes Vergenhans. Eine Verwandtschaft zum württembergischen Grafenhaus ist nicht gesichert. Nach seiner Promotion zum magister artium an unbekanntem Ort vor dem 25. Oktober 1467 und nach seinem angeschlossenen Rechtsstudium in Pavia und Ferrara wurde er am 22. Dezember 1469 in Ferrara zum doctor utriusque iuris promoviert.
Seine Karriere begann er noch vor seiner Doktorpromotion spätestens 1467 als Hofmeister in den Diensten des Stuttgarter Grafen Ulrich V., sowie der Söhne Ulrichs, Graf Eberhard VI. und Graf Heinrich. Als nach dem Tod Graf Ulrichs V. 1480 die Regierung im Stuttgarter Landesteil Württembergs von Graf Eberhard VI. übernommen wurde, erhielt Vergenhans im gleichen Jahr eine Anstellung als württembergischer Rat auf Lebenszeit. 1481 wurde ihm das Kanzleramt für den Stuttgarter Landesteil übertragen, seit 1482 für das gesamte Württemberg. Auch als formeller Vorstand der Kanzlei blieb seine Verbindung zur Kanzlei nur lose, er gehörte zur Regierungssphäre und behielt seine Stellung als Rat. Mit Vergenhans gelangte erstmals ein an einer Universität ausgebildeter Jurist in das Kanzleramt.
Vergenhans war Inhaber zahlreicher kirchlicher Ämter und Pfründen. 1483 wurde er auf Lebenszeit zum Propst am Heilig-Kreuz-Stift in Stuttgart gewählt, dem zu dieser Zeit bedeutendsten Stift in Württemberg. Er hatte wesentlichen Anteil am Abschluss des Münsinger Vertrags von 1482, der zur Wiedervereinigung der württembergischen Landesteile führte. In ihm verzichtete Graf Eberhard VI. praktisch auf seine 1480 begonnene Regierung im Stuttgarter Landesteil zugunsten des Uracher Grafen Eberhard V. im Bart. Im Gegenzug erhielt er die Anwartschaft auf die Regierung im gesamten Württemberg nach dessen Tod und eine Restherrschaft mit Rente, schließlich im Stuttgarter Vertrag von 1485 nur eine erhöhte Rente und Schloss Nürtingen. Bald aber geriet Vergenhans in Konfrontation zu Eberhard VI., der nachträglich seinen vorläufigen Regierungsverzicht bereute.
Als dieser nach dem Tod Eberhards im Bart 1496 als Herzog Eberhard II. die Regierung übernahm, verlor Vergenhans wegen seines Beitrags an der Wiedervereinigung Württembergs das Kanzleramt. Dieses ging nun auf Gregor Lamparter über. Daher war er 1497 bereit, für König Maximilian I., den späteren Kaiser, das Amt eines königlichen Rats zu übernehmen, und erfüllte seither für Maximilian wichtige Missionen.
Vergenhans starb am 18. November 1512 in Stuttgart und wurde in der von ihm gestifteten Kapelle am Kleinen Turm der Stuttgarter Stiftskirche bestattet. Sein rotes Marmorgrabmal mit einer Darstellung des Stiftspropstes im Messgewand befindet sich heute im Chor der Stuttgarter Stiftskirche.